# Долинская
Доли́нская (укр. Доли́нська) — город, центр Долинской городской общины Кропивницкого района Кировоградской области Украины. В непосредственной близости находится долгострой: Криворожский горно-обогатительный комбинат окисленных руд.

## География
Город расположен в юго-восточной части Кировоградской области, на южных отрогах Приднепровской возвышенности, на расстоянии 75 км к югу от областного центра, города Кропивницкого (Кировограда).

### Климат
Климат умеренно континентальный. Самый холодный месяц: январь (средняя температура −2,5 °C), самый тёплый месяц: июль (средняя температура +34,6 °C). На территории Долинской ежегодно выпадает в среднем около 520 мм осадков.

## История

### 1873—1917 годы
В XVIII веке территория, на которой в дальнейшем возник город, входила в состав Бугогардовской паланки Запорожской Сечи.
Годом основания города считается 1873 год, поскольку 20 августа 1873 года через станцию Казанка, расположенной в Братолюбовской волости Александрийского уезда Херсонской губернии по новопостроенной железнодорожной ветке Знаменка — Николаев прошёл первый локомотив.
Поселение возле станции возникло не сразу. Его ускоренное развитие началось после 1884 года, когда вступила в строй новопостроенная ветвь Екатерининской железной дороги Долгинцево — Долинская, тогда станция стала узловой и получила выход к Криворожскому бассейну. Поселение было названо именем владельца этих земель помещика Кефалы: Кефалино.
В 1896 году в Кефалине насчитывалось 25 дворов, в которых проживало 227 жителей. В период сельскохозяйственных работ населённый пункт становился рынком найма дешёвой рабочей силы, когда наёмные рабочие из разных частей Российской империи отправлялись на сезонные работы в Кривой Рог, Херсон и Николаев.
С 1890-х годов посёлок интенсивно развивался. Были построены церковь, первые 2-этажные дома. В 1891 году открыто железнодорожное училище, в 1901 году — земская школа. Действовали локомотивное депо, почта, телеграфное отделение, больница и столовая, активизировалась частная торговля.
В 1901 году станцию переименовали в Долинскую в честь помещицы из села Фёдоровка (в настоящее время Маловодяное) Ольги Фёдоровны Долинской, которая приютила строителей железной дороги и содействовала решению их жилищно-бытовых проблем.
В 1908 году численность жителей поселения превысила 2,5 тысячи. Годовой грузооборот железнодорожной станции составил 75 млн пудов, из которых 40 млн пудов приходилось на уголь. В 1914 году был построен кирпичный завод, который подчинялся железной дороге.
В 1913 году Антон Макаренко так описывал Долинскую:

Станцию и посёлок при ней можно было охватить одним взглядом. Нас окружала степь, однообразная, ровная, молчаливая. А что там было в степи? Два кургана на горизонте, да скрытое в балке село, да на большой дороге столбы и пыльные вихри. На станции было маленькое депо, так называемое «оборотное»; работало в нём народу несколько десятков человек, и на самой станции ещё меньше, — тихое было место, пыльное и бедное.

### 1918—1991 годы
В период с 1918 по 1920-е годы, наиболее вероятно в 1919 году, посёлок Кефаловка переименовали в Шевченково, тогда как созданный в 1923 году Долинский район получил название станции. Это был беспрецедентный случай: в черте Украины, центром Долинского района считался посёлок Шевченково, а в административно-территориальных справочниках, выходивших в Москве, обозначался несуществующий посёлок Долинская. Это несоответствие ликвидировали указом Президиума Верховного Совета Украинской ССР от 15 августа 1944 года, в котором для уточнения наименований населённых пунктов и в связи с наличием одинаковых наименований, что создавало проблемы как для учреждений, так и для граждан, посёлок Шевченково переименовали в соответствии с названием района и стали называть посёлком Долинская Ссылка. sites.google.com. Дата обращения: 13 мая 2020. Архивировано 8 марта 2014 года..
7 ноября 1924 года была открыта электростанция, в 1926 году введён в строй элеватор. С введением политики НЭПа, в 1925 году в Шевченкове насчитывалось 95 частных торговых предприятий. В 1929 году была организована Долинская машинно-тракторная станция.
15 ноября 1931 года началось издание районной газеты.
С 1932 по 1937 годы посёлок находился в составе Днепропетровской, а с конца 1937 года до начала 1939 года — Николаевской области УССР.
В 1932 году на базе железнодорожного училища была образована семилетняя, а позже средняя школа. В 1935 году в посёлке открылась средняя школа для взрослых.
19 октября 1938 года Шевченково получило статус посёлка городского типа.
Во время Великой Отечественной войны посёлок Шевченково 8 августа 1941 года был оккупирован немецкими войсками, а 12 марта 1944 года в ходе боёв освобождён от немецкой оккупации 8-м Александрийским механизированным корпусом. 15 августа 1944 года посёлок, как и станция, получил название Долинская.
14 мая 1957 года посёлок городского типа Долинская получил статус города. В то время в нём проживало 12 тысяч человек, среди которых 60 % составляли рабочие и служащие.
В связи со строительством вблизи города Криворожского горно-обогатительного комбината окисленных руд с 1985 года началось интенсивное строительство жилых массивов. На массиве Маяк немецкими, чешскими и румынскими строителями был смонтирован посёлок сборных домов типа «Дельбау», в которых проживало около 7000 человек.

### После 1991 года
В ходе административной реформы, в 2020 году Долинский район был упразднён, а новосозданная Долинская городская община вошла в состав Кропивницкого района

## Население
В январе 1989 года численность населения составляла 19 230 человек.
По состоянию на 1 января 2013 года в Долинской проживало 19 420 человек.

### Языковой состав
По данным переписи 2001 года 93,10 % населения города указали украинский язык родным, 5,87 % — русский, 1,03 % — другие языки.

## Экономика

### Промышленность
Долинская — центр переработки сельскохозяйственного сырья в Кировоградской области. Среди основных предприятий города:
- ОАО «Долинский маслозавод»;
- ОАО «Долинский хлебозавод»;
- ООО «Долинский комбикормовый завод»;
- ОАО «Долинский элеватор»;
- Долинский филиал ДП «Сантрейд»;
- ОАО «Долинский птицекомбинат».

По состоянию на 2013 год функционировали только ОАО «Долинский элеватор» и Долинский филиал ДП «Сантрейд».

### Торговля
Торговую деятельность на территории города осуществляют сеть магазинов «Барва», супермаркеты «АТБ» и «Варус», Долинский райпотребсоюз, рынок КП «Далвис», ЧП «Автоцентр Долинка» и большое количество частных предпринимателей. Действуют семь филиалов банковских учреждений.

### Транспорт
Станция Долинская — железнодорожный узел Одесской железной дороги и юга Кировоградской области. С введением в 1978 году в эксплуатацию железнодорожной ветки Долинская — Помошная открылись возможности ускорения перевозок грузов в западном направлении. Через пассажирский вокзал в летне-осенний период курсировало более 40 пассажирских поездов.
Автобусные перевозки осуществляет ОАО «Долинское АТП-13541» и несколько частных предприятий.

## Медицина
Медицинские услуги населению города оказывают центральная районная больница на 250 мест, дом матери и ребёнка и станция скорой медицинской помощи.

## Образование
В городе находится четыре общеобразовательные школы, где обучается около 3,5 тыс. учащихся и четыре детских сада (ДОУ № 2 «Ивушка», ДУЗ № 3 «Колобок», ДОУ № 4 «Сказка» и ДОУ № 5 «Ружечка»). ДУЗ № 4 и детский садик № 5 оборудованы плавательными бассейнами.
Школы:
- Долинская общеобразовательная школа І-ІІІ ступеней № 1,
- Долинская общеобразовательная школа І-ІІІ ступеней № 2 им. А.С. Макаренко,
- Специализированный общеобразовательное учебное заведение І-ІІІ ступеней № 3 г. Долинская с углубленным изучением предметов естественно-математического цикла и иностранного языка,
- Долинская общеобразовательная школа І-ІІІ ступеней № 4.

## СМИ
В городе выходят две газеты: коммунальная «Долинские новости» и частная «Провинция».
С 1961 года работает районное радиовещание. 12 мая 2003 года КП «Редакция Долинского районного радиовещания» начало функционировать в FM-формате.

## Религия
В городе находится православная Свято-Успенская церковь. Существуют религиозные общины Свидетелей Иеговы, пресвитериан, Евангельских христиан-баптистов, Христиан веры Евангельской, адвентистов и другие.

## Культура
В Долинской функционируют районный дом культуры, две библиотеки, районная школа искусств, детская районная музыкальная школа, молодёжный центр «Красная калина», дом детского творчества, музей истории Долинского района и мемориально-педагогический музей им. А.С. Макаренко. Учреждена районная краеведческая премия имени Ивана Проценко.
В городе действуют пять самодеятельных коллективов, образцовый любительский хореографический коллектив «Радуга», студия спортивно-бального танца «Шанс».
На территории городского совета находится 12 памятников истории, 11 памятников архитектуры и 2 памятника археологии.

### Городская скульптура
В городе установлены памятники:
- Антону Макаренко,
- Тарасу Шевченко (бюст),
- В. И. Ленину, демонтированный 26 февраля 2014 года согласно решению 31-й внеочередной сессии городского совета,
- лётчикам-землякам Константину Вишневецкому, Николаю Зиновьеву, Николаю Нечаю и Ивану Безуглому (самолёт МИГ-15 на постаменте[10]),
- памятный знак первым механизаторам Долинской МТС,
- памятный знак воинам-водителям Долинской автороты,
- памятный знак бойцам 8-го Александрийского механизированного корпуса,
- памятный знак участникам ликвидации Чернобыльской катастрофы.

В Долинской установлены следующие мемориальные доски:
- Архипу Тесленко,
- Платону Воронько,
- Антону Макаренко,
- Константину Вишневецкому, Герою Советского Союза,
- Николаю Сычёву, полному кавалеру ордена Славы,
- в честь революционных событий 1905 года на станции Долинская.

## Спорт
В Долинской имеются стадион «Колос», семь спортивных залов и три спортивных площадки с искусственным покрытием. В городе тренируется команда ФК «Степь», выступающая в первой группе чемпионата Кировоградской области по футболу.
В сезоне 2016/17 годов здесь проводили свои домашние матчи молодёжный и юношеский составы футбольного клуба «Звезда» (Кропивницкий)

## Известные жители
- Бочковский, Ипполит-Ольгерд — чешско-украинской социолог и политолог;
- Заруба, Константин Васильевич — украинский живописец;
- Иванченко, Андрей Фёдорович — Герой Советского Союза;
- Косенко, Петр Дмитриевич — поэт, ретушёр и художник;
- Ленгауер, Наталья Андреевна — доктор скорой помощи, Герой Социалистического Труда.
- Магдаченко, Виктор Иванович (род. 1942) — украинский живописец, художник-монументалист.
- Пихай, Мария Александровна — машинист-оператор поста управления прокатного стана завода «Криворожсталь» (УССР), Герой Социалистического Труда (1971). Работала на станции Долинская.

В 1901—1902 годах на станции Долинская работал известный украинский писатель Архип Тесленко. В 1911—1914 годах в Кефаловском железнодорожном училище работал педагог Антон Макаренко.